# Turners Hill
Turners Hill är en by och civil parish i West Sussex i England. Invånarantalet uppgick till 1849 år 2001. Byn ligger mellan East Grinstead och Crawley.
Området är känt som ett av de svåraste passen under den årliga cykeltävlingen London - Brighton. När tävlingen går av stapeln är det i stort sett omöjligt att ta sig fram i området med bil. Cyklisterna stannar ofta på någon av byns tre pubar för förfriskningar.